# الطريق الوطني رقم 24 (الجزائر)
الطريق الوطني رقم 24 هو طريق وطني ساحلي في الجزائر يربط بين خليج الجزائر وخليج بجاية مرورا بولايات الجزائر وبومرداس وتيزي وزو وبجاية.

## التاريخ
تم الشروع في إعادة بناء وتوسيع «الطريق البري التاريخي» الرابط بين مدينة الجزائر ومدينة بجاية مباشرة بعد الاحتلال الفرنسي للجزائر على طول الساحل المتوسطي.
وكان شطر «الطريق الوطني رقم 24» ما بين دلس وتيقزيرت قيد الإنجاز خلال سنة 1872م مع وجود مقترحات فرنسية آنذاك لتمديد هذا الطريق الساحلي نحو بجاية.
وتم تصنيف هذا «الطريق الساحلي»، الذي يربط بين خليج الجزائر وخليج بجاية، ضمن الطرق الوطنية الجزائرية أثناء الاحتلال الفرنسي للجزائر بتاريخ 25 سبتمبر 1929م.
وأثناء مرحلة الاستقلال الوطني الجزائري، قامت «وزارة الأشغال العمومية الجزائرية» في سنة 2006م بإطلاق مشروع تحويل «الطريق الوطني رقم 24» إلى طريق مزدوج.
وبعد البدء في أشغال ازدواجية الطريق على مستوى ولاية الجزائر، كانت وتيرة الإنجاز متوسطة خلال سنة 2008م.
ثم تواصلت أشغال التوسعة على مستوى ولاية الجزائر بشكل ملحوظ حتى قاربت على النهاية في سنة 2010م.
وما أن أقبلت سنة 2011م حتى تم استكمال تسجيل هذا المشروع لفائدة ولاية بومرداس، وتم الشروع في الإنجاز في نهاية سنة 2012م.
وكانت وتيرة الأشغال قد سمحت بالوصول إلى غاية مقطع الثنية خلال سنة 2014م.
وإلى غاية سنة 2015م، كانت عراقيل تمنع استمرار الإنجاز إلى الغرب من شاطئ الصخيرات منها ما هو تقني، وما هو متعلق بالتضاريس الوعرة، بالإضافة إلى اعتبارات قانونية متعلقة بنزع الملكية للمنفعة العامة وتعويض الخواص المجاورين لمسار هذا «الطريق السريع الوطني».

## المسار

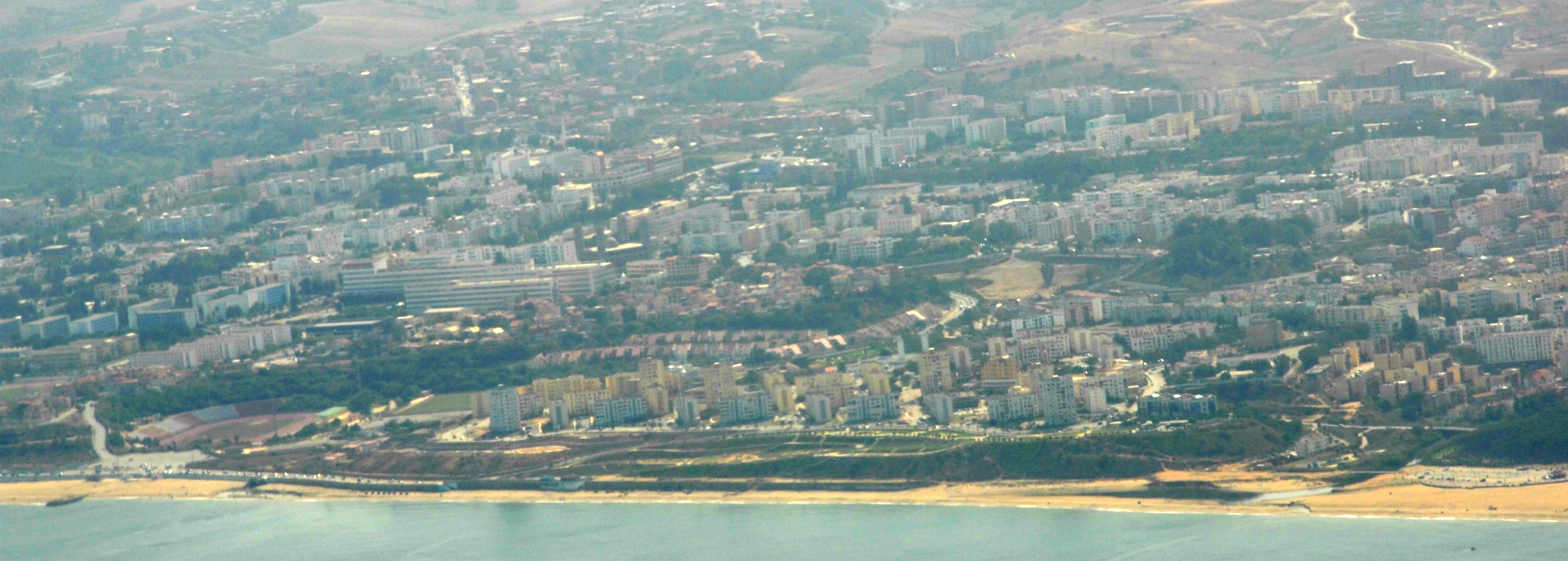
ساحل مدينة بومرداس

يمر «الطريق الوطني رقم 24» عبر أربع ولايات جزائرية ساحلية.
| رقم | ولاية بجاية | ولاية تيزي وزو | ولاية بومرداس | ولاية الجزائر |
| --- | ----------- | -------------- | ------------- | ------------- |
| 01  | بجاية       | أيت شفعة       | اعفير         | الرغاية       |
| 02  | توجة        | أزفون          | دلس           | هراوة         |
| 03  | بني كسيلة   | إفليسن         | سيدي داود     | عين طاية      |
| 04  |             | تيقزيرت        | جنات          | المرسى        |
| 05  |             | مزرانة         | لقاطة         | برج البحري    |
| 06  |             |                | زموري         | برج الكيفان   |
| 07  |             |                | الثنية        | باب الزوار    |
| 08  |             |                | بومرداس       | المحمدية      |
| 09  |             |                | قورصو         |               |
| 10  |             |                | بودواو البحري |               |

## الموقع
يقع «الطريق الوطني رقم 24» على الشريط الساحلي الجزائري لمنطقة القبائل ما بين خليج الجزائر وخليج بجاية.
وهذا الموقع الرائع في الشريط الساحلي والواجهة البحرية على امتداد 230 كلم، يجعل منه موقعا استراتيجيا مطلا على البحر الأبيض المتوسط.
يقع «الطريق الوطني رقم 24» إلى الغرب من مدينة بجاية وإلى الشرق من مدينة الجزائر.
ويقع هذا الطريق الوطني في الساحل الموازي للأطلس التلي وجبال جرجرة.

## الموانئ
يمر «الطريق الوطني رقم 24» قرب العديد من الموانئ أثناء عبوره الولايات الجزائرية الساحلية الأربعة.
| رقم | ولاية بجاية     | ولاية تيزي وزو | ولاية بومرداس | ولاية الجزائر   |
| --- | --------------- | -------------- | ------------- | --------------- |
| 01  | ميناء بجاية     | ميناء أزفون    | ميناء دلس     | ميناء المرسى    |
| 02  | ميناء تالة إيلف | ميناء تيقزيرت  | ميناء جنات    | ميناء تامنتفوست |
| 03  | ميناء بنى كسيلة |                | ميناء زموري   |                 |

## الغابات

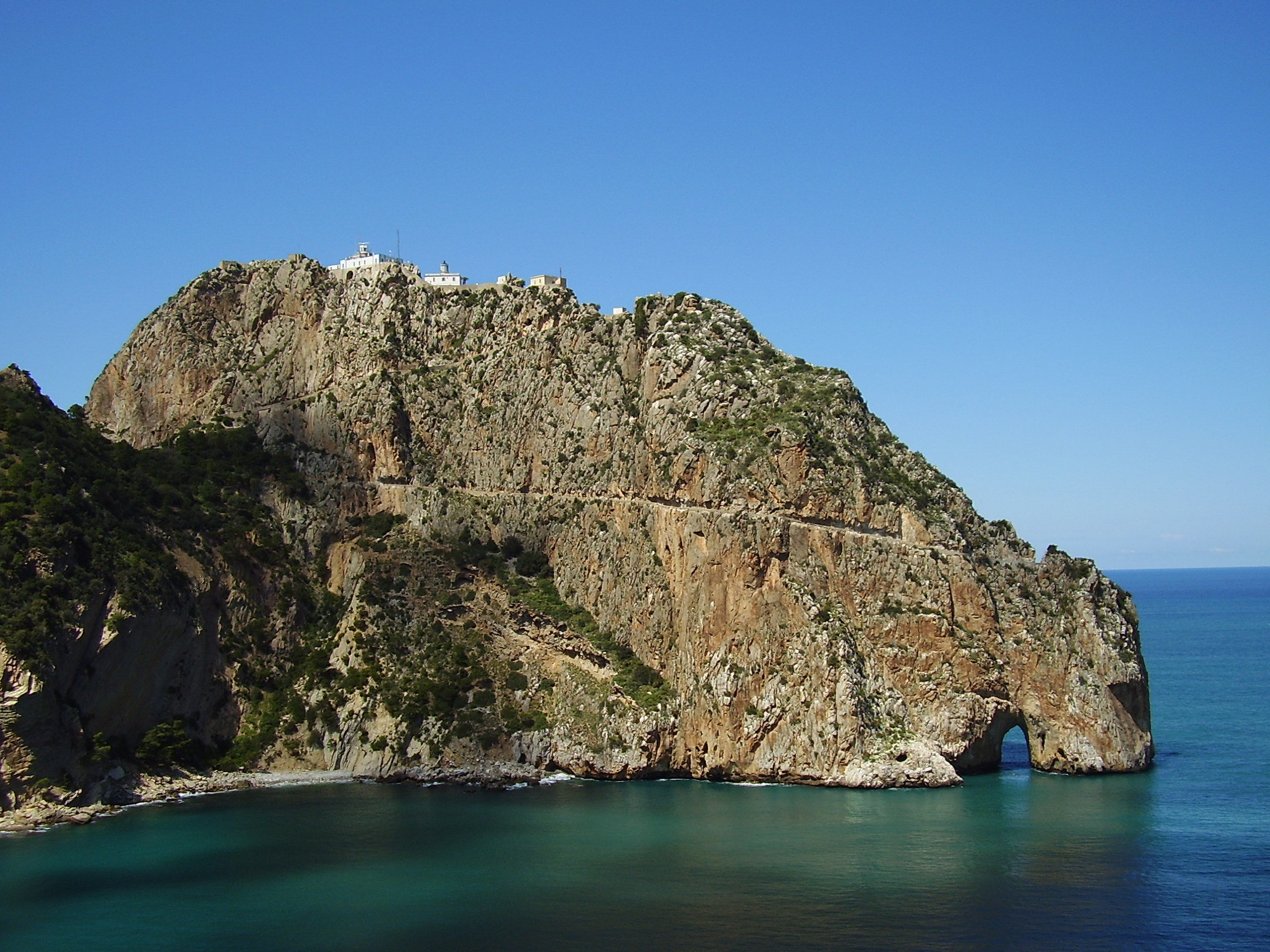
غابة قورايا

يمر «الطريق الوطني رقم 24» قرب العديد من الغابات أثناء عبوره الولايات الجزائرية الساحلية الأربعة.
| رقم | ولاية بجاية | ولاية تيزي وزو | ولاية بومرداس  | ولاية الجزائر    |
| --- | ----------- | -------------- | -------------- | ---------------- |
| 01  | غابة قورايا | غابة تيغرين    | غابة أعفير     | غابة الرغاية     |
| 02  |             | غابة تامغوت    | غابة دلس       | غابة عين طاية    |
| 03  |             | غابة مزرانة    | غابة سيدي داود | غابة المرسى      |
| 04  |             |                | غابة زموري     | غابة برج الكيفان |
| 05  |             |                | غابة قورصو     |                  |

## الوديان

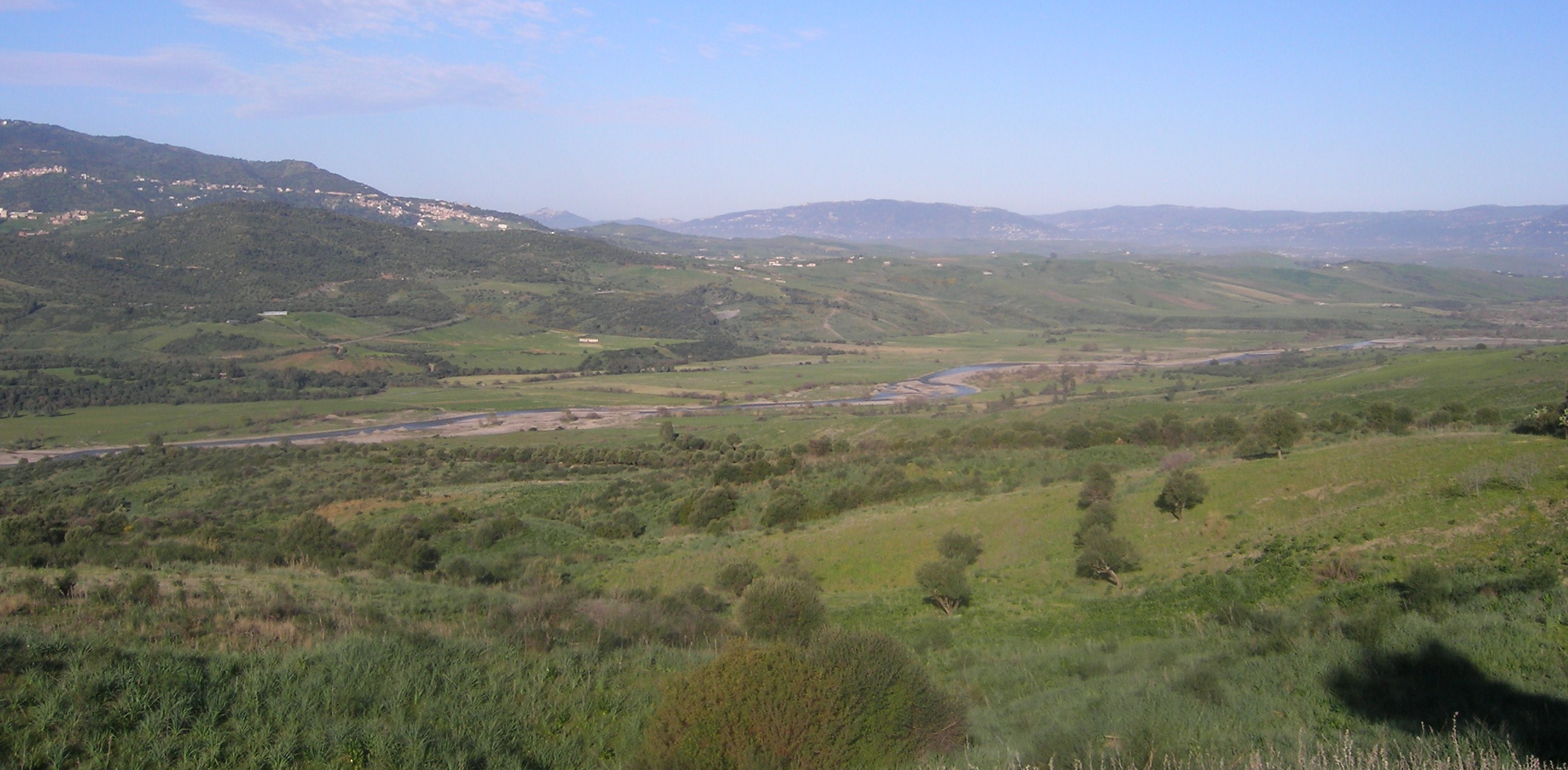
وادي سيباو

يمر «الطريق الوطني رقم 24» قرب العديد من مجاري المياه والوديان أثناء عبوره الولايات الجزائرية الساحلية الأربعة.
| رقم | ولاية بجاية            | ولاية تيزي وزو | ولاية بومرداس | ولاية الجزائر |
| --- | ---------------------- | -------------- | ------------- | ------------- |
| 01  | وادي الصومام           | وادي عيسي      | واد سيباو     | وادي الرغاية  |
| 02  | وادي الساحل [الفرنسية] | واد سيباو      | وادي يسر      | وادي الحميز   |
| 03  | وادي بوسلام            |                |               | وادي الحراش   |

## الطرق الوطنية

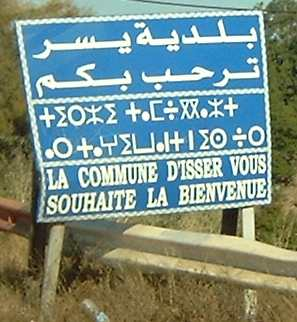
مدينة يسر

يتقاطع «الطريق الوطني رقم 24» مع العديد من الطرق الوطنية أثناء عبوره الولايات الجزائرية الساحلية الأربعة.
| رقم | ولاية بجاية          | ولاية تيزي وزو       | ولاية بومرداس                     | ولاية الجزائر        |
| --- | -------------------- | -------------------- | --------------------------------- | -------------------- |
| 01  | الطريق الوطني رقم 9  | الطريق الوطني رقم 72 | الطريق الوطني رقم 5               | الطريق الوطني رقم 11 |
| 02  | الطريق الوطني رقم 12 | الطريق الوطني رقم 73 | الطريق الوطني رقم 25              |                      |
| 03  | الطريق الوطني رقم 75 |                      | الطريق الوطني رقم 68              |                      |
| 04  |                      |                      | طريق وطني 71 (الجزائر) [الفرنسية] |                      |

## محطات تحلية ماء البحر
يمر «الطريق الوطني رقم 24» قرب العديد من محطات تحلية مياه البحر أثناء عبوره الولايات الجزائرية الساحلية الأربعة.
| رقم | ولاية بجاية | ولاية تيزي وزو            | ولاية بومرداس          | ولاية الجزائر                       |
| --- | ----------- | ------------------------- | ---------------------- | ----------------------------------- |
| 01  |             | محطة تيقزيرت (تحلية مياه) | محطة جنات (تحلية مياه) | محطة الحامة (تحلية مياه) [الفرنسية] |

### مواضيع ذات صلة
- وزارة الأشغال العمومية الجزائرية
- قائمة الطرق الوطنية في الجزائر
- قائمة الطرق السريعة في الجزائر
- قائمة الطرق الاجتنابية في الجزائر
- قائمة الطرق السيارة في الجزائر
- الوكالة الوطنية للطرقات السريعة في الجزائر